# 高嶋ひでたけの特ダネラジオ 夕焼けホットライン
高嶋ひでたけの特ダネラジオ 夕焼けホットライン（たかしまひでたけのとくダネラジオ ゆうやけホットライン）はニッポン放送にて2006年4月3日から2010年6月25日まで放送した情報番組。

## 概要
ニッポン放送は、2004年3月から長年朝の番組の顔であった、元同局アナウンサーの高嶋を起用した『大吉ラジオ』を編成していたが、聴取率が伸び悩んでる状態を打開するため番組終了させ、2006年上半期番組改編にて、新たな番組を開始。
『大吉ラジオ』は純然たるバラエティ番組であったが、『夕焼けホットライン』は夕刊タブロイド紙をイメージした番組構成となってるため、ニュース色が濃く出る様に構成されている。また、当該番組アシスタントに、過去高嶋と共演していた同局アナウンサーを退職し、フリーとなっている小口を起用。小口が高嶋と番組で共演するのはニッポン放送を退職以後4年半振りとなった。
しかし、2010年の下半期番組改編にて、平日朝の帯にて『高嶋ひでたけのあさラジ!』を開始するに当たり、高嶋が6年9ヵ月振りに戻って番組に出演する事が決定したため、当該番組は終了。同じ改編で介した『上柳昌彦 ごごばん!』の放送枠に統合される事が発表された。

## 出演者

### 番組終了時点
肩書無しはニッポン放送所属のアナウンサー

#### パーソナリティ
- 高嶋ひでたけ（フリーアナウンサー、元ニッポン放送アナウンサー） - 2006年4月3日 - 2010年6月25日

#### アシスタント
- 小口絵理子（フリーアナウンサー、元ニッポン放送アナウンサー） - 2006年4月3日 - 2010年6月25日

#### コメンテーター
- 月曜：勝間和代（経済評論家） - 2009年3月30日 - 2010年6月21日
- 火曜：魚柄仁之助（食生活評論家） - 2009年3月31日 - 2010年6月22日[2]
- 水曜：鈴木菜央（社会起業家、NPOグリーンズ代表、Webマガジン「greenz.jp」編集長） - 2009年4月1日 - 2010年6月23日
- 木曜：山根一眞（ノンフィクション作家・獨協大学特任教授） - 2007年10月4日 - 2010年6月24日[3]

#### リポーター

##### 街角ステーション
- 月 - 水曜：五戸美樹（当時：ニッポン放送アナウンサー） - 2010年1月5日 - 6月23日[4]
- 木、金曜：増田みのり（当時：ニッポン放送アナウンサー） - 2009年4月2日 -

#### その他出演者

##### 代理パーソナリティ
- 山本剛士 - 2007年9月3 - 7日
- 宮本隆治（フリーアナウンサー、元NHKアナウンサー） - 2008年9月15 - 19日
- 藤巻幸夫（当時：フジマキ・ジャパン副社長） - 2009年9月2日
- 福本ヒデ（ザ・ニュースペーパー） - 2009年9月4日

##### 代理アシスタント
2010年3月15から4月9日迄日替わりでニッポン放送の女性アナウンサーが担当
- 増山さやか - 2007年6月29日
- 石川みゆき（フリーアナウンサー、元ニッポン放送アナウンサー） - 2008年9月8 - 12日
- 五戸美樹（当時：ニッポン放送アナウンサー）  - 2009年10月26 - 28日
- 吉見由香（フリーアナウンサー） - 2009年10月29、30日
- 新保友映（当時：ニッポン放送アナウンサー） - 2010年4月12日 - 6月4日、2009年3月30日 - 2010年4月5日（「街角ステーション」リポーター）※月 - 水曜

##### 代理リポーター
- 飯田浩司 - 2008年9月22 - 26日

### 過去

#### コメンテーター
- 田崎真也（ソムリエ）※月曜 - 2006年4月3日 - 2009年3月23日
- 金子達仁（スポーツライター）※火曜 - 2006年4月4日 - 2006年11月29日
- 沖幸子（生活評論家）※水曜 - 2006年4月5日 - 2006年7月26日
- 武田憲人（交通新聞社編集長）※木曜 - 2006年4月6日 - 2006年7月27日
- 谷川真理（マラソンランナー）※金曜 - 2006年4月7日 - 2006年4月28日
- 和合治久（当時：埼玉医科大学保健医療学部教授・初代学科長）※金曜 - 2006年5月5日 - 2007年3月30日
- 三橋美穂（快眠セラピスト）※水曜 - 2006年8月2日 - 2006年8月30日
- 辻信一（明治学院大学教授）※木曜 - 2006年8月3日 - 2007年9月27日
- 雲田康夫（当時：森永乳業米国法人顧問）※水曜 - 2006年9月6日 - 2006年11月30日
- 吉井妙子（スポーツライター）※火曜 - 2006年12月5日 - ?
- 清水克衛（読書普及協会理事長）※水曜 - 2006年12月6日 - 2007年4月25日
- 児玉清（俳優）※金曜 - 2007年6月8日 - 2008年10月31日
- マダム路子（美容家）※火曜 - 2007年11月20日 - 2008年2月26日
- AKI猪瀬（スポーツライター、ニッポン放送 MLB中継コメンテーター ）※火曜 - 2007年11月13日、2008年3月4日 - 2008年11月25日
- 町田忍（庶民文化研究家）※火曜 - 2008年12月2日 - 2009年3月24日
- 阿部絢子（消費生活アドバイザー）※金曜 - 2008年11月7日 - 2009年3月27日

#### リポーター

##### 街角ステーション
- 西田裕美（声優） - 2006年4月3日 - 9月29日
- 廣田みゆき（当時：フリーアナウンサー）2006年10月2日 - 2009年3月27日

### ハッピータウンサーキット
前身の
- 月 - 木曜：廣田みゆき（当時：フリーアナウンサー）
- 金曜：山口良子（気象予報士、当時：フリーウェザーキャスター）
- 西村美月（当時：フリーアナウンサー） - 2008年9月29日 - 2009年3月31日

## 放送時間

### 番組終了時点
※JST表記
- 平日：15:30 - 17:40 - 2010年4月5日 - 2010年6月25日

### 過去
- 平日：15:30 - 17:30 - 2006年4月3日 - 2007年5月4日
- 平日：15:30 - 17:25 - 2007年5月7日 - 2010年4月2日

### 放送時間の変更
2009年
- 3月18日：当日の前枠番組 『ショウアップナイター スペシャル 2009 ワールド・ベースボール・クラシック 第2ラウンド 日本×韓国実況中継』が放送時間を延長したため、15:45より短縮放送となった
- 3月19日：当日の前枠番組 『ショウアップナイター スペシャル 2009 ワールド・ベースボール・クラシック 第2ラウンド 日本×キューバ実況中継』が放送時間を延長したため、15:50より短縮放送となった
- 9月23日：『ショウアップナイター スペシャル プロ野球セ・リーグ優勝決定試合 読売ジャイアンツ×中日ドラゴンズ』編成のため、番組休止
- 11月3日：『2009 Jリーグヤマザキナビスコカップ 決勝 FC東京×川崎フロンターレ』が放送時間を延長したため、16:10より短縮放送となった
- 12月24日：『第35回ラジオ・チャリティー・ミュージックソン』編成のため、番組休止

2010年
- 1月5日：『日曜競馬ニッポン 中山金杯、京都金杯実況中継』編成のため、16:00より短縮放送となった

## タイムテーブル
放送終了時点
記載時刻はあくまでも目安であり、日によって数分程度前後することがある。
| タイムテーブル | タイムテーブル                                   | タイムテーブル |
| 時刻           | 内容                                             | 備考 |
| -------------- | ------------------------------------------------ | --- |
| 15:30.00       | オープニング                                     | OPトーク後、1曲楽曲を掛けてからメッセージ呼び込みを行う |
| 15:34.00       | ひでたけの夕焼けコラム ちょっといいかな?         | 高嶋が、その日のニュースで、気になったものを取り上げる。 |
| 15:43.00       | リスナーメッセージ募集                           | 日替わりテーマメール及びFAX募集を募る |
| 15:47.00       | ハートフルライフ 特ダネトーク                    | |
| 15:53.00       | ニッポン放送交通情報（首都高）                   | |
| 15:57.00       | ニッポン放送交通情報（埼玉県、千葉県、神奈川県） | 2006年から10年当時存在していた、ニッポン放送の各支局が所在する各県警交通 センターから伝える 余った時間で、リスナーメッセージ紹介 |
| 16:00.00       | 16時台オープニング                               | 16時台挨拶とリスナーメッセージ紹介 |
| 16:01.00       | 4時のニッポン放送ニュース                        | ニュース読み上げ後、日経平均株価・終値と東京外国為替市場・USドルの値を紹介 |
| 16:04.00       | おたより夕焼け空                                 | 日替わりコーナー 月曜：永田町川柳 永田町とつくため、詠み人は政治家が多いが、そうでなくてもよい 火曜：ひでちゃんの夕焼け数え歌 数字を連想させる文字が先頭にくるように、数え歌を作る 水曜：勝手に!世界珍名辞典 実在の人物をヒントに、洒落になる各国の人名を考える 木曜：ドンと来い!都々逸道場 高嶋・小口・柳家紫文が交代で、風刺のきいた都々逸を歌う 金曜：意味も言葉も勝手に変換!特ダネラジオ新格言! 2010年1月8日から開始したコーナー ことわざや四字熟語、慣用句等を変換させてまったく新しい格言を作る。 |
| 16:15.00       | 夕焼け天気予報                                   | |
| 16:17.00       | リスナーメッセージ紹介                           | |
| 16:20.00       | ニッポン放送交通情報（首都高）                   | |
| 16:22.00       | 首都圏ハイウェイ情報                             | |
| 16:24.00       | 夕刊フジ 特ダネホットライン                      | 夕刊フジから注目すべきトピックスを取り上げ、場合によっては関係する人物に 電話を掛けるか、ゲストに呼ぶ 金曜は「ニュース一本勝負」と題し、注目記事について夕刊フジ編集部と電話を 繋ぎ解説して貰う |
| 16:40.00       | 快適生活ラジオショッピング                       | はたえ金次郎と小口の掛け合いで放送 |
| 16:47.00       | ニッポン放送 生活健康天気予報                    | |
| 16:48.00       | 街角ステーション 噂を求めてどこまでも!           | NRN系列 企画ネットの中継コーナー 木曜はスポンサーの関連施設からレポートすることがある |
| 16:57.00       | リスナーメッセージ紹介                           | |
| 17:00.00       | 17時台オープニング                               | 17時台挨拶とリスナーメッセージ紹介 |
| 17:03.00       | 5時の産経新聞ニュース                            | |
| 17:08.00       | 5時の夕刊 特ダネチェック!                        | 放送当日のタブロイド紙や一般紙夕刊から、注目記事の一部を紹介する。 |
| 17:16.00       | 太田胃散プレゼンツ 南野陽子 今日はナンノ日っ!    | 内包番組ゾーン 『ラジオビバリー昼ズ』から当該番組に枠移動当該番組終了以後は 『上柳昌彦 ごごばん!』の放送枠に枠移動 |
| 17:21.00       | 乾杯アワー                                       | 2009年3月30日から開始した日替わりコーナー 月曜：今日も一日ゴクロウサン!この歌で乾杯 「あんたに捧げるリクエスト」の後継コーナー 火曜：おやじの無駄口 トリビアバー 高嶋が酒の席にまつわるうんちくを紹介する 水曜：あるある横丁 とりあえずルービー 酒の席でありがちな行動や言動を募る 木曜：酒のツマミになる話 高嶋が酒の席にもってこいの話をする 金曜：今夜も乾杯!宴の席にお邪魔します 宴会を開く予定のリスナーに加電する                                                                                 |
| 17:11.00       | ショウアップナイター最前線                       | 同局スポーツ部アナウンサーやショウアップナイター解説者が中継先球場 又はスタジオに登場し、『ショウアップナイター』で当日中継予定カードの 聴き所を伝える ナイターオフシーズンは、リスナーメッセージ紹介補填枠 |
| 17:32.00       | リポビタンDプレゼンツ スポーツリアルトーク       | 2010年4月5日に開始した内包番組ゾーン パーソナリティ：政井マヤ（フリーアナウンサー、元フジテレビアナウンサー） |
| 17:35.00       | ニッポン放送交通情報（首都高）                   | |
| 17:38.00       | エンディング                                     | リスナープレゼント当選者紹介、リスナーメッセージ紹介 |

## 番組本
- 「フー・アー・ユー?<<世界の政治家お笑い発言集>>」（のり・たまみ著、扶桑社、ISBN 978-4594055189）